# Crkveno pučko pjevanje Slavonije, Srijema i Baranje
Crkveno pučko pjevanje Slavonije, Srijema i Baranje  je hrvatska zaštićena nematerijalna kulturna baština, upisana u Registar zaštićene nematerijalne kulturne baštine RH.
Važan je dio kulturne baštine toga područja i izraz religijskih osjećaja i identiteta lokalnih stanovnika. Prema svojoj melodijskoj, harmonijskoj i ritamskoj strukturi, crkvene se pučke pjesme razlikuju od svjetovnih seoskih pjesama posebno u slavonskoj Posavini i zapadnom Srijemu. U tim su krajevima srodne starogradskim pjesmama čiji su temelji u srednjoeuropskoj melodici, a kojih se u svjetovnoj glazbi nalazi više na području slavonske Podravine. Crkvene pjesme su razvijena napjeva, najčešće u durskom tonskom rodu s opsegom do oktave, s pratećim glasom za tercu nižim od vodećeg te su uglavnom pjevane u trodijelnim mjerama. Podrijetlo crkvenih pučkih pjesama vrlo je različito.
Redovito ga izvode različite folklorne skupine na Međunarodnoj smotri folklora u Zagrebu, Pasionskoj baštini i inim manifestacijama.
Dio je standardnoga repertoara ansambla LADO.

## Zaštita
Pod oznakom Z-5405 zavedeno je kao zaštićeno kulturno dobro - nematerijalno, pravna statusa zaštićena kulturnog dobra, klasificirano kao "izvedbene umjetnosti".